# Grandisonia alternans
Espèce
Synonymes
- Hypogeophis alternans Stejneger, 1893

Statut de conservation UICN

 LC  : Préoccupation mineure
Grandisonia alternans est une espèce de gymnophiones de la famille des Indotyphlidae.

## Répartition
Cette espèce est endémique des Seychelles. Elle se rencontre jusqu'à au moins 400 m d'altitude dans les îles de Mahé, de Praslin, de La Digue, de Félicité, de Frégate, de Sainte Anne et de Silhouette.

## Publication originale
- Stejneger, 1893 : On some collections of reptiles and batrachians from East Africa and the adjacent islands, recently received from Dr. W. L. Abbott and Mr. William Astor Chanler, with descriptions of new species. Proceedings of the United States National Museum, vol. 16, p. 711-741 (texte intégral).